# Thyridectis psephonoma
Thyridectis psephonoma is een vlinder uit de familie van de stippelmotten (Yponomeutidae). De wetenschappelijke naam van de soort werd in 1886 gepubliceerd door Edward Meyrick.